# Дугласії (пам'ятка природи)
Дугласії — ботанічна пам'ятка природи місцевого значення в Україні. Розташована на території Долинської міської громади Калуського району Івано-Франківської області, на південний захід від міста Болехів.
Площа — 1 га, статус отриманий у 1976 році. Перебуває у віданні ДП «Болехівський держлісгосп» (Витвицьке лісництво, квартал 5, виділ 9).